# Aaron Burr
Aaron Burr (Newark, 1756. február 6. – Port Richmond, 1836. szeptember 14.) az Amerikai Egyesült Államok szenátora (New York, 1791–1797), valamint harmadik alelnöke (1801–1805). Burr örökségét az Alexander Hamiltonnal folytatott híres személyes konfliktusa határozza meg. 1804-ben megölte Hamiltont egy párbajban, miközben az USA alelnöke volt.

## Élete
Burr gazdag, befolyásos családban született New Jersey-ben. A princetoni teológiai tanulmányok után ügyvédként kezdte pályafutását, majd 1775-ben csatlakozott a kontinentális hadsereghez az amerikai függetlenségi háború tisztjeként. Miután 1779-ben elhagyta a katonai szolgálatot, ügyvédi gyakorlatot folytatott New Yorkban, ahol vezető politikus lett, és segített megalakítani az új, Jefferson-féle Demokrata-Republikánus Pártot. 1785-ben New York-i parlamenti képviselőként támogatta a rabszolgaság megszüntetésére irányuló törvényjavaslatot, annak ellenére, hogy maga is rabszolgákat birtokolt.
26 évesen feleségül vette Theodosia Bartow Prevostot, aki 1794-ben hunyt el tizenkét év házasság után. Egy lányuk született, Theodosia.
1791-ben beválasztották az Egyesült Államok Szenátusába, ahol 1797-ig szolgált. Később demokrata-republikánus alelnökjelöltjeként indult az 1800-as választásokon. A Burr és Thomas Jefferson elnökjelölt közötti véletlen választási döntetlen azt eredményezte, hogy a képviselőház Jefferson javára szavazott, és ő lett (a szokások alapján) Jefferson alelnöke, mivel a második legtöbb szavazatot kapta. Bár fenntartotta, hogy támogatja Jeffersont, az elnök erősen gyanakodott Burr-ra, akit az alelnöksége alatt az adminisztráció szélére szorítottak, és nem nem indították Jefferson alelnök-jelöltjeként újra 1804-ben.
Utolsó alelnöki évében Burr részt vett abban a párbajban, amelyben lelőtte Hamiltont – politikai riválisát –, annak a helynek a közelében, ahol Hamilton fia, Philip Hamilton három évvel korábban meghalt. Noha a párbaj illegális volt, soha nem perelték be, és végül minden vádat ejtettek ellene. Ennek ellenére Hamilton halála véget vetett politikai karrierjének.
Nyugatra utazott az amerikai határvidékre ("Frontier"), új gazdasági és politikai lehetőségeket keresve. Titkos tevékenysége nyomán 1807-ben Alabamában letartóztatták árulás vádjával. Többször is bíróság elé állították a "Burr-összeesküvés" néven ismertté vált, az áltata vezetendő független ország létrehozására irányuló állítólagos összeesküvés miatt, de minden alkalommal felmentették. Nagy adósságai és kevés befolyásos barátja miatt elhagyta az Egyesült Államokat, hogy emigránsként Európában éljen. 1812-ben visszatért, és New Yorkban folytatta az ügyvédi gyakorlatot. Rövid második házassága váláshoz és további botrányhoz vezetett. A szélütés következtében fogyatékos és anyagilag tönkrement Burr egy panzióban halt meg 1836-ban.